# Teteven (huyện)
Teteven là một huyện thuộc tỉnh Lovech, Bungaria. Dân số thời điểm năm 2001 là 23768 người.